# Cryptocephalus saryarkensis
Cryptocephalus saryarkensis es una especie de insecto coleóptero de la familia Chrysomelidae.
Fue descrita científicamente en 1980 por Medvedev & Kulenova.